# Liste der Naturdenkmale in Dernbach (Westerwald)
Die Liste der Naturdenkmale in Dernbach nennt die im Gemeindegebiet von Dernbach ausgewiesenen Naturdenkmale (Stand 13. Juni 2024).

## Naturdenkmale
| Nr.         | Bezeichnung                | Lage                                           | Beschreibung       | Bild                          |
| ----------- | -------------------------- | ---------------------------------------------- | ------------------ | ----------------------------- |
| ND-7143-515 | Sommerlinde an der Kapelle | südlich des Ortes; Flur Ober dem Heilborn Lage | Tilia platyphyllos | mehr Fotos \| Fotos hochladen |